# Herança Boiadeira
Herança Boiadeira (também conhecido como Herança Boiadeira (Ao Vivo)) é o segundo álbum ao vivo da cantora brasileira Ana Castela com lançamento em 26 de setembro de 2024. A gravação ocorreu em 8 de abril de 2024 em Londrina, Paraná. Conta com as participações especiais de Eduardo Costa, Gian & Giovani, Gino & Geno, Jayne, Léo & Raphael, Matogrosso & Mathias, Paula Fernandes, Perla, Rionegro & Solimões e Trio Parada Dura.
Diferente de seu primeiro disco, Boiadeira Internacional (2024), que é mais centrado no agronejo, o novo projeto tem como foco o sertanejo raiz para as canções, incluindo muitas releituras de clássicos.

## Promoção
Através de suas redes socias, Ana Castela compartilhou um vídeo anunciando seu novo projeto. Na publicação, é mostrado em legendas o texto: "Herança Boiadeira / Um novo DVD / Uma nova história / Uma viagem no tempo / Através da arte / Preparados?". Antes de chegar o dia da filmagem, foi sendo anunciado os artistas convidados que apresentariam com ela.

### Singlese volumes
Em maio, o primeiro single do álbum foi revelado. "Minha Herança" será lançado no dia 30 do mesmo mês. Em junho, será disponibilizado a primeira parte do álbum com parcerias de Perla, Eduardo Costa, Trio Parada Dura e Matogrosso & Mathias.

## Gravação
Em 8 de abril de 2023, a gravação do disco aconteceu no rancho da cantora em Londrina, Paraná.

## Lista de faixas
| Herança Boiadeira - Edição padrão |                                                 |                                                                       |         |  |
| N.º                               | Título                                          | Compositor(es)                                                        | Duração |  |
| 1.                                | "Minha Herança"                                 | Mateus Félix Léo Souzza                                               | 3:42    |  |
| 2.                                | "Mercedita" (com Perla)                         | Belmonte Todorelli Ramón Sixto Ríos                                   | 2:38    |  |
| 3.                                | "Cachaceiro" (com Eduardo Costa)                | Costa Alex Freitas Chico Amado                                        | 3:00    |  |
| 4.                                | "As Andorinhas" (com Trio Parada Dura)          | Rosa Quadros Alcino Alves Rossi Gonçalves                             | 2:40    |  |
| 5.                                | "Tentei Te Esquecer" (com Matogrosso & Mathias) | Cruz Gago                                                             | 3:11    |  |
| 6.                                | "Menino do Laço Comprido"                       | Ana Castela Félix Souzza Thiago Marcelo Julya Delfino Maryana Delfino | 2:34    |  |
| 7.                                | "Veterinário"                                   | Castela Luan Pereira Arthur Junqueira                                 | 2:45    |  |
| 8.                                | "Pássaro de Fogo" (com Paula Fernandes)         | Fernandes                                                             | 3:37    |  |
| 9.                                | "Vitrola Véia" (com Léo & Raphael)              | Marco Carvalho Rodolfo Alessi                                         | 2:44    |  |
| 10.                               | "Convite de Casamento" (com Gian & Giovani)     | Jefferson Farias Heronides da Silva Ramos                             | 3:44    |  |
| 11.                               | "Apaixonado Por Você" (com Gino & Geno)         | Rick Alexandre Carlos Eduardo                                         | 2:54    |  |
| 12.                               | "Mississipi" (com Jayne)                        | Elias Muniz Sobrino Werner Theunissen                                 | 4:14    |  |
| 13.                               | "Peão Apaixonado" (com Rionegro & Solimões)     | Jose Augusto de Oliveira                                              | 2:31    |  |
| Duração total:                    | Duração total:                                  | Duração total:                                                        | 40:21   |  |

## Histórico de lançamentos
| País   | Data                   | Volume   | Formato(s)                     | Gravadora | Ref.  |
| ------ | ---------------------- | -------- | ------------------------------ | --------- | ----- |
| Brasil | 13 de junho de 2024    | Volume 1 | Download digital streaming     | AgroPlay  | [ 7 ] |
| Brasil | 26 de setembro de 2024 | Completo | DVD download digital streaming | AgroPlay  | [ 6 ] |